# فال غايز
فال غايز (بالإنجليزية: Fall Guys؛ تُعرف سابقًا باسم فال غايز: ألتيميت نوكاوت (Fall Guys: Ultimate Knockout)) هي لعبة منصات باتل رويال تم تطويرها بواسطة ميدياتونيك. تتضمن اللعبة ما يصل إلى 60 لاعبًا يتحكمون في مخلوقات تشبه الجيلي بين ويتنافسون ضد بعضهم البعض في سلسلة من الألعاب المصغرة المختارة عشوائيًا، مثل دورات العوائق أو العلامات. يتم استبعاد اللاعبين مع تقدم الجولات حتى يتم تتويج آخر لاعب متبقٍ في النهاية.
تم إصدار اللعبة بواسطة ديفولفر ديجتال لنظامي التشغيل مايكروسوفت ويندوز وبلاي ستيشن 4 في 4 أغسطس 2020. بعد حصولهم على ميدياتونك، تم نقل حقوق النشر إلى إيبك غيمز. بعد ذلك، أصبحت اللعبة مجانية في 21 يونيو 2022، وتم إصدارها على منصات إضافية بما في ذلك نينتيندو سويتش، بلاي ستيشن 5، إكس بوكس، إكس بوكس سيريس إكس/إس، مع دعم اللعب عبر الأنظمة الأساسية بين جميع المنصات. كجزء من الانتقال، قامت اللعبة بتكييف نظام باتل باس موسمي لتحقيق الدخل، وتقديم تخصيصات الصورة الرمزية للاعبين.
تلقت فال غايز مراجعات إيجابية من النقاد بسبب طريقة اللعبة الفوضوية ومظهرها المرئي. تستمد اللعبة الإلهام من عروض الألعاب مثل قلعة تيكاشي، إتز أ-نوكاوت، وايب أوت وألعاب الملعب مثل وسم وبريتيش بُل-دوغ. الموسم السابع والحالي تحت عنوان الرياضة والملعب.

## طريقة اللعب
يتنافس ما يصل إلى 40 لاعبًا في المباريات بأسلوب لعبة باتل رويال. يتنقل اللاعبون، على شكل شخصيات تشبه الجيلي بين، حول ملعب ثلاثي الأبعاد، مع حركات إضافية مثل القفز، أو الإمساك/التسلق، أو الغوص للمساعدة في اللعب. الهدف هو التأهل للجولات اللاحقة من خلال إكمال كل من الألعاب المصغرة المختارة عشوائيًا بنجاح. تتضمن بعض الألعاب المصغرة الركض نحو خط النهاية في نهاية الخريطة، واللعب مع لاعبين آخرين، بينما يضيف البعض الآخر عناصر من العمل الجماعي. في كل لعبة صغيرة، تظهر عقبات حول الخريطة لمزيد من التعقيد. يتم استبعاد اللاعبين البطيئين للغاية، الذين يقعون في الوحل الوردي، أو الذين يفشلون في متطلبات معينة للعبة صغيرة. في الجولة الأخيرة، يتنافس عدد قليل من اللاعبين المتبقين في مباراة نهائية بلعبة صغيرة عشوائية مصممة لحجم لاعب أصغر. الفائز في المباراة هو اللاعب الأخير المتبقي.
باستخدام العملة المتواجدة داخل اللعبة، «كودوز» (Kudos)، يمكن للاعبين شراء مستحضرات التجميل والإيمائات لشخصيتهم للتباهي داخل اللعبة. يحصل اللاعبون على مجد من خلال القيام بتحديات يومية والحصول على «التيجان» بالفوز بالمباراة. كانت التيجان عملة متميزة حتى 21 يونيو 2022 حيث يتم احتسابها الآن فقط ضمن رتبة التاج، مع جميع التيجان التي لا يزال المستخدم قد قام بتحويلها إلى كودوز. أضاف موسم سبيكتاتكور الأول شو بُكس (Show Bucks)، وهو علاوة في عملة اللعبة يمكن استخدامها لشراء مستحضرات التجميل الممتازة وقسيمة الموسم المدفوعة للحصول على تذاكر الموسم المستقبلية. يمكن للاعبين فقط الحصول على شو بُكس من خلال سيزون باس أو عن طريق شرائها عبر المعاملات الدقيقة مثل في-بُكس التابعة لفورتنايت.
تدعم اللعبة المعاملات الدقيقة لشراء شو بُكس والتذكرة الموسمية المدفوعة. أضاف الموسم 4 عملة «كراون شاردز» (Crown Shards)، التي يتم ربحها من خلال اللعب في وضع سكواد (Squad mode) أو من خلال إكمال التحديات اليومية. يمكن تداول كراون شاردز مقابل تيجان إضافية.
يتم إضافة أزياء جديدة بانتظام، عادة لفترة محدودة. بعضها من شخصيات من مختلف السلاسل، مثل غوردون فريمان من سلسلة هاف-لايف، وبي-بودي من بورتال 2، غودزيلا من سلسلة غودزيلا، سكاوت من تيم فورتريس2، سونيك القنفذ ولاحقًا ناكلز من سلسلة سونيك، دوم غاي من سلسلة دوم ، سترة من هوت لاين ميامي، كل من راتشِت وكلانك من سلسلة ألعاب الفيديو راتشت وكلانك، كَب هيد ومَغمان من لعبة الفيديو كَب هيد، زي رائد فضاء مع بيضة على الرأس من لعبة أمونغ أس، ساكبوي من سلسلة ليتل بيغ بلانت، أسترو بوت من ألعاب أسترو بوت، وما إلى ذلك.
تستضيف فال غايز بانتظام مواسم جديدة تقريبًا كل شهرين إلى أربعة أشهر تقريبًا، وتستضيف موضوعًا جديدًا ومحتوى إضافيًا كل موسم. تمت إضافة وضع سكواد في الموسم الرابع، حيث يتعاون فريق مكون من أربعة لاعبين آخرين لكسب النقاط والتقدم إلى الدور التالي وكسب كراون شاردز (شظايا التاج).
تمت إضافة سويت ثيفز (Sweet Thieves) في الموسم السادس، حيث يكون أحد الفريقين غير مرئي (يكون مرئيًا فقط عند التحرك بسرعة) بينما لا يكون الفريق الآخر كذلك. يحتاج الفريق غير المرئي (اللصوص) إلى إحضار الحلويات إلى الأهداف بينما يحاول الفريق الآخر (الحراس) منعهم باستخدام ميكانيكية الإمساك باللصوص ووضعهم في السجن.

### مواسم

#### مواسم ليغاسي
| موسم ليغاسي | فترة                           | كنية/اسم                      | وصف |
| ----------- | ------------------------------ | ----------------------------- | --- |
| موسم 1      | 8 أغسطس 2020 – 7 أكتوبر 2020   | لا يوجد                       | الموسم الأصلي، مستوحى من عروض الألعاب مثل قلعة تيكاشي، إتز أ-نوكاوت، ووايب أوت |
| موسم 2      | 8 أكتوبر 2020 – 14 ديسمبر 2020 | خروج المغلوب في العصور الوسطى | ذات طابع العصور الوسطى، مع 5 جولات من العصور الوسطى، مستحضرات تجميل، وميزة لتغيير الأسماء المستعارة واللافتات |
| موسم 3      | 15 ديسمبر 2020 – 21 مارس 2021  | خروج المغلوب في فصل الشتاء    | موضوع الشتاء، مع 7 جولات من موضوع الشتاء، 8 عوائق شتوية، مستحضرات تجميل، مراتب التاج، وعروض جديدة |
| موسم 4      | 22 مارس 2021 – 20 يوليو 2021   | فال غايز 4041                 | موضوع المستقبل بأسلوب رجعي، مع 9 جولات ذات موضوعات مستقبلية، مستحضرات التجميل، وضع الفريق، كراون شاردز، التحديات اليومية، وتمديد الموسم من 40 مستوى إلى 50 مستوى |
| موسم 5      | 20 يوليو 2021 – 29 نوفمبر 2021 | مغامرة الغابة                 | مغامرة الغابة مع 6 جولات ذات طابع الغابة، الوضع الثنائي والمواجهات الثلاثية، أحداث، ومستحضرات التجميل |
| موسم 6      | 30 نوفمبر 2021 – 21 يونيو 2022 | حفلة مذهلة                    | حفلة وسيرك مع 6 جولات من الحفلة والسيرك، مستحضرات التجميل، القدرة على ربط حساب إبيك غيمز مما يسمح بالتقدم عبر الأنظمة الأساسية بين بلاي ستيشن 4 وستيم، والقدرة على الحصول على أسماء مخصصة للاعبين على الكمبيوتر الشخصي، ونمط لعب "سويت ثيفز"، ولوبيز (Lobbies) وقوائم الأصدقاء |

#### مواسم سبكتاكيلور
| موسم سبكتاكيلور | فترة                  | كنية/اسم     | وصف |
| --------------- | --------------------- | ------------ | --- |
| موسم 1          | 21 يونيو 2022 – مستمر | مجاني للجميع | تحت عنوان الرياضة والملعب مع 7 جولات جديدة ومستحضرات تجميل جديدة. تمت إعادة تعيين المواسم إلى الموسم الأول، اللعبة الآن مجانية للعب، لم تعد التيجان عملة، إضافة شو بُكس، تم تغيير متجر الألعاب، لم يعد من الممكن استخدام كودوز لشراء الأزياء أو أي شيء غير شائع ندرة، هناك الآن تحديات أسبوعية/ماراثونية على رأس التحديات اليومية، ويتوفر سيزون باس مدفوع مع 50 مستوى إضافي بالإضافة إلى سيزون باس مجاني. |

## تطوير
بدأ مفهوم ما أصبح فال غايز عندما كانت ميدياتونيك تناقش مشروعًا آخر في يناير 2018. قال المصمم الرئيسي جو والش إنه ذَكّره بعروض الألعاب مثل قلعة تيكاشي وتوتال وايب أوت. لقد استمد من هذا الإلهام لإنشاء مستند عرض تقديمي لما سيصبح فال غايز. كان عنوان والش في الأصل يحمل عنوان فولز غونتلنتس (Fools' Gauntlet؛ تعني قفاز الحمقى)، وقد ضم 100 لاعب يتنافسون في باتل رويال تتكون من تحديات جسدية. بينما كان المدير الإبداعي جيف تانتون متشككًا في البداية في نجاح إنشاء لعبة باتل رويال أخرى، إلا أنه سرعان ما اقتنع بإمكانيات اللعبة، وأرسل فكرة والش إلى مؤسسي ميدياتونيك.
عمل تانتون ووالش على منصة عرض إعلان، وقام الفنان الرئيسي دان هوانغ بإنشاء صور تظهر شخصيات ملونة على شكل حبة الفول تتسابق في مسار حواجز في السماء. أوضح تانتون أن تصميمات شخصية هوانج ساعدت في تحويل تركيز اللعبة بعيدًا عن مسار العقبات نفسه، إلى الشخصيات. مع اكتمال عرض الملعب، عرض تانتون اللعبة على 10 ناشرين مختلفين في مؤتمر مطوري الألعاب لعام 2018. بعد ستة أشهر من موافقة ديفلوفر ديجتال على نشر اللعبة، بدأ التطوير.
بدأت فال غايز عملية وضع النماذج الأولية مع فريق صغير، نما إلى 30 شخصًا أثناء التطوير. كان التقدم الأولي في الألعاب الصغيرة الفردية بطيئًا مما تسبب في قلق الفريق من عدم وجود محتوى كافٍ للإطلاق. كانت نقطة تحول عندما وضع الفريق مجموعة من الركائز التي «تخرج آراء الناس من المناسبة» وسمحت للمطورين «بقتل الأفكار بشكل أسرع». تتضمن هذه الركائز ضمان أن تكون اللعبة المصغرة «50-50 فوضى ومهارة» وأن المستوى يجب أن يكون «مختلفًا في كل مرة». مستوحاة من برامج الألعاب التلفزيونية، وتمييزها عن ألعاب التصويب من منظور الشخص الأول، ركزت ميدياتونيك على تنوع أسلوب اللعب. من خلال تقديم عدة جولات عشوائية من أوضاع اللعبة للاعب، كانت ميدياتونيك تأمل في إعادة تجربة المشاركة في عرض الألعاب. للمساعدة في الحفاظ على «روح ألعاب الملعب وبرامج الألعاب»، أنشأت ميدياتونيك قاعدة داخلية تتطلب شرح أوضاع اللعبة في ثلاث كلمات. بمرور الوقت، خضعت اللعبة للعديد من التغييرات الأخرى. انخفض عدد اللاعبين من 100 إلى 60، لأن الألعاب المكتظة «لم تعد سهلة القراءة أو ممتعة». أثناء الاختبار، أشارت ميدياتونيك إلى أن اللاعبين بالغوا في تقدير عدد اللاعبين، قائلة «لم نكن بحاجة إلى عدد كبير من اللاعبين كما اعتقدنا لإنشاء الحشود التي أردنا تضمينها في طريقة اللعب.»
إتز أ-نوكاوت، وهي لعبة تجبر المتسابقين على ارتداء أزياء كبيرة الحجم، وقد ألهمت فكرة أن الشخصيات يجب أن «تتمتع بهذا العنصر المتمثل في كونها فريدة تمامًا، ومصممة بشكل سيئ للمهمة التي كنا سنضعهم فيها». إن فيزياء راغدول متعمدة لتجنب «شخصيات محاربو النينجا الرياضية المفرطة» ولأن «السقوط أمر مضحك». وفقًا لوالش، كان تحقيق التوازن الصحيح بين تصادمات راغدول المضحكة وأداء اللعبة أمرًا بالغ الأهمية، لأنه «بمجرد أن تُفقد أسلوب حركة الشخصية، تُفقد الكوميديا». تصاميم الشخصيات مستوحاة من مظهر ألعاب الفينيل.
بدأت ميدياتونيك العمل في الموسم الثاني قبل إصدار اللعبة مع مصمم المستوى جوزيف جسون، مشيرًا إلى أنه كان أكثر من «توسيع» مقارنة بالموسم الثالث حيث حاول الفريق تقديم أفكار جديدة.

## إصدار
تم الإعلان عن فال غايز: ألتيميت نوكاوت في معرض الترفيه الإلكتروني (E3) في يونيو 2019 وتم إصدارها في 4 أغسطس 2020 لنظامي التشغيل مايكروسوفت ويندوز وبلاي ستيشن 4. تبع ذلك العديد من التحديثات للموسم الأول وفي 8 أكتوبر 2020، تم إصدار الموسم الثاني بعنوان العصور الوسطى. دفع النجاح المزيد من التوظيف.
أعلنت شركة بيليبيلي الصينية في أغسطس 2020 أنها ستعمل على تطوير نسخة محمولة لنظامي أندرويد وآي أو إس وستكون حصرية للصين.
في فبراير 2021، تم الإعلان عن فال غايز لأجهزة نينتيندو سويتش، إكس بوكس ون، وإكس بوكس سيريس إكس/إس المقرر عرضها في منتصف عام 2021. ومع ذلك، في أبريل 2021، تم تأجيل هذه الإصدارات من اللعبة حتى عام 2022، مشيرة إلى زيادة التركيز على التوافق المتبادل بين جميع إصدارات اللعبة.
في مارس 2021، استحوذت إبيك غيمز على شركة ميديا تونيك وشركتها الأم تونيك غيمز جروب (Tonic Games Group). أعلنت ميدياتونيك لاحقًا أنها ستركز على إضافة التوافق عبر الأنظمة الأساسية لجميع إصدارات فال غايز،  باستخدام موارد من ألعاب مثل فورتنايت التي أصبحت متاحة بعد الاستحواذ بواسطة إبيك غيمز.
في 18 نوفمبر 2021، أعلنت ميدياتونيك أن حسابات إبيك غيمز ستكون مطلوبة في الموسم السادس مما يسمح بالتقدم عبر الأنظمة الأساسية بين بلاي ستيشن 4 وستيم وللقدرة على الحصول على أسماء مخصصة للاعبي ستيم. في 22 فبراير 2022، أصدرت ميدياتونيك تحديثًا مضيفًا قوائم اللوبيات والأصدقاء. يستخدم هذا نظام إبيك أوفرلاي (Epic Overlay) الذي يتعين على ألعاب مثل فورتنايت أو روكيت ليغ دعوة أي شخص على أي منصة عبر حسابات إبيك غيمز.
في 15 مارس 2022، أعلنت ميدياتونيك أنه اعتبارًا من 5 أبريل 2022 سيكون هناك إصدار جديد سيحتاج جميع لاعبي بلاي ستيشن إلى تنزيله لمواصلة لعب اللعبة على بلاي ستيشن. في 9 مايو 2022، تم إغلاق إصدار بلاي ستيشن القديم وأصبح غير قابل للاستخدام. كلا المشغلين متماثلان إلى جانب الإصدار الجديد الذي تنشره إبيك غيمز بدلاً من ديفولفر ديجيتال. سيتمكن الأشخاص الذين يقومون بتنزيل الإصدار الجديد من استرداد زي بينك شارك المجاني الذي يمكن أخذه حتى نهاية الموسم السادس.
قامت ميدياتونيك وإبيك غيمز بتحويل فال غايز إلى نظام مجاني للعب إلى جانب إصدارها في 21 يونيو على إكس بوكس ون وإكس بوكس سيريس إكس/إس وننتيندو سويتش. بالإضافة إلى ذلك، تم الإعلان عن إصدار مخصص لبلاي ستيشن 5، يتميز بصور محسنة وتأثيرات دول سينس. تم إعادة تسمية اللعبة أيضًا باسم فال غايز، بدون العنوان الفرعي ألتميت نوكاوت. لدعم نموذج اللعب المجاني، تضمنت اللعبة نظامًا جديدًا للباتل باس مع فئة مجانية ومتميزة من المكافآت، والأخيرة متاحة لأولئك الذين يشترون التذكرة المميزة بأموال حقيقية. بالنسبة لنظام التشغيل ويندوز، تمت إزالة اللعبة من واجهة متجر ستيم وإتاحتها في إبيك غيمز ستور، على الرغم من استمرار تحديث إصدار ستيم بالتزامن مع إصدار إبيك غيمز ستور. كما أضافت الإصدارات المجانية من فال غايز دعمًا للعب عبر الأنظمة الأساسية مع الأنظمة الأساسية الأخرى. تم منح اللاعبين القدامى الذين اشتروا فال غايز قبل هذا الانتقال «حزمة ليغاسي» التي تتضمن مستحضرات التجميل والأزياء والتذكرة الموسمية المدفوع للموسم الأول المذهلة مجانًا.

## استقبال
| استقبال |                        |
| --- | ---------------------- |
| مجموع النقاط المجموع نقاط ميتاكريتيك PC: 80/100 PS4: 81/100 نتائج المراجعة نشرة نقاط دستركتويد 8/10 غيم إنفورمر 8.75/10 غيم ريفولوشن غيم سبوت 7/10 آي جي إن 8/10 بي سي غيمر (الولايات المتحدة) 80/100 يو إس غيمر |                        |
| مجموع النقاط |                        |
| المجموع | نقاط                   |
| ميتاكريتيك | PC: 80/100 PS4: 81/100 |
| نتائج المراجعة |                        |
| نشرة | نقاط                   |
| دستركتويد | 8/10                   |
| غيم إنفورمر | 8.75/10                |
| غيم ريفولوشن | 3.5/5 stars            |
| غيم سبوت | 7/10                   |
| آي جي إن | 8/10                   |
| بي سي غيمر (الولايات المتحدة) | 80/100                 |
| يو إس غيمر | 4/5 stars              |

تلقت فال غايز مراجعات «مواتية بشكل عام»، وفقًا لموقع مجمع المراجعة ميتاكرتيك.
أشاد توم ويغنز من مجلة ستَف باللعبة، ووصفها بأنها كلعبة «سوبر مونكي بال لجيل فورتنايت». أشادت ميركوري نيوز بلعبة فال غايز بالـ «الفوضى المضبوطة»، مشيرة إلى أنها تستخدم مزيجًا من العناصر من لعبة الباتل رويال فورتنايت ولعبة ماريو بارتي بطريقة تجعلها «مصممة خصيصًا لعصر فيروس كورونا». أشاد أولي تومز من حجر، ورقة، بندقية بـ فال غايز لنهجها الإبداعي كلعبة معركة ملكية تتضمن عناصر صديقة للعائلة بدلاً من اللجوء إلى موضوعات عنيفة. وأشاد بساطة اللعبة وتنوع المحتوى المضاف مع كل موسم. يجادل بأن فيزياء راغدول يمكن أن تكون مثيرة ومحبطة للعب: «ما يصنع هذه اللعبة ويفككها حقًا هو عدم دقة أفعالك. إنه ليس شيئًا يمكن للعديد من الألعاب التنافسية أن تفلت منه بالطريقة التي تفعلها فال غايز».
في عطلة نهاية الأسبوع التي سبقت إطلاقها خلال فترة تجريبية مغلقة، أصبحت فال غايز لفترة وجيزة اللعبة الأكثر مشاهدة على تويتش بالإضافة إلى لعبة ستيم السادسة الأكثر مبيعًا حيث كانت متاحة للطلب المسبق.
تمت مقارنة فال غايز بشكل متكرر بـ أمونغ أس، حيث كلاهما ألعاب عبر الإنترنت نمت شعبيتها خلال وباء كوفيد-19.
تم استقبال إضافة سكواد مود في الموسم 4 بشكل إيجابي. يقول كوتاكو إنه يستحضر منظورًا جديدًا حول أسلوب اللعب المكثف، مما يشير إلى أهمية العمل الجماعي. تم قبول إضافة سويت ثيفز بشكل إيجابي. يقول موقع ديستركتويد الإلكتروني: «هذا هو أكثر ما استمتعت به مع فال غايز إلى الأبد.» و «إذا كنت تهتم بالجوائز، فإن سويت ثيفز تستحق المراجعة. لكنها تقف بمفردها أيضًا».

### مبيعات
في غضون 24 ساعة من الإصدار، كان للعبة قاعدة لاعبين نشطة تضم أكثر من 1.5 مليون لاعب. في 10 أغسطس 2020، أعلنت شركة ديفولفر ديجيتال عن بيع 2 مليون نسخة على ستيم. خلال اليوم الأول من الإصدار، كانت خوادم فال غايز مثقلة بشكل غير متوقع بسبب الشعبية.
جلبت شعبية اللعبة العديد من عمليات التعاون مع العلامات التجارية للمحتوى المخصص. بعد فترة وجيزة من الإصدار، أعلنت ميدياتونيك عن حملة لجمع التبرعات من خلالها سيتم عرض المظهر المخصص في اللعبة للعلامة التجارية التي تبرعت بأكبر قدر من المال لجمعية سبيشل إفكت الخيرية.
بحلول 26 أغسطس 2020، تم بيع أكثر من 7 مليون نسخة من فال غايز على ستيم، وكانت أكثر ألعاب بلاي ستيشن الشهرية تنزيلًا على الإطلاق. بحلول نوفمبر 2020، وصلت اللعبة إلى أكثر من 10 ملايين عملية بيع على ستيم. وفقًا لشركة سوبرداتا، بلغت إيرادات اللعبة عبر الإنترنت لأجهزة الكمبيوتر الشخصية في شهرها الأول 185 مليون دولار أمريكي من 8.2 مليون لاعب، مما يجعلها أكبر عملية إطلاق على تلك المنصة منذ أوفرواتش بهذه المقاييس. وصفت عدة منافذ شعبية اللعبة بأنها «ظاهرة». في ديسمبر 2020، أكدت شركة ميدياتونيك مبيعات أكثر من 11 مليون نسخة على جهاز الكمبيوتر.

### جوائز
| جائزة                                                    | تاريخ الحفل    | تصنيف                     | نتيجة | مرجع   |
| -------------------------------------------------------- | -------------- | ------------------------- | ----- | ------ |
| غولدن جويستيك 2020                                       | 24 نوفمبر 2020 | جائزة أفضل لعبة جماعية    | فوز   | [ 86 ] |
| غولدن جويستيك 2020                                       | 24 نوفمبر 2020 | أفضل لعبة عائلية          | فوز   | [ 86 ] |
| غولدن جويستيك 2020                                       | 24 نوفمبر 2020 | أفضل مجتمع ألعاب          | رُشِّح   | [ 86 ] |
| غولدن جويستيك 2020                                       | 24 نوفمبر 2020 | لعبة السنة لبلاي ستيشن    | رُشِّح   | [ 86 ] |
| غولدن جويستيك 2020                                       | 24 نوفمبر 2020 | أفضل لعبة للعام           | رُشِّح   | [ 86 ] |
| جوائز اللعبة 2020                                        | 10 ديسمبر 2020 | أفضل مجتمع دعم            | فوز   | [ 87 ] |
| جوائز اللعبة 2020                                        | 10 ديسمبر 2020 | أفضل لعبة جماعية          | رُشِّح   | [ 87 ] |
| جوائز اللعبة 2020                                        | 10 ديسمبر 2020 | أفضل لعبة إيندي/مستقلة    | رُشِّح   | [ 87 ] |
| بلاي ستيشن.بلوق لعبة السنة                               | 18 ديسمبر 2020 | أفضل لعبة مستقلة بلاتينية | فوز   | [ 88 ] |
| بلاي ستيشن.بلوق لعبة السنة                               | 18 ديسمبر 2020 | أفضل لعبة جماعية ذهبية    | فوز   | [ 88 ] |
| حفل توزيع جوائز الأكاديمية البريطانية السابع عشر للألعاب | 25 مارس 2021   | لعبة بريطانية             | رُشِّح   | [ 89 ] |
| حفل توزيع جوائز الأكاديمية البريطانية السابع عشر للألعاب | 25 مارس 2021   | لعبة متطورة               | رُشِّح   | [ 89 ] |
| حفل توزيع جوائز الأكاديمية البريطانية السابع عشر للألعاب | 25 مارس 2021   | عائلية                    | رُشِّح   | [ 89 ] |
| حفل توزيع جوائز الأكاديمية البريطانية السابع عشر للألعاب | 25 مارس 2021   | جماعية                    | رُشِّح   | [ 89 ] |
| حفل توزيع جوائز الأكاديمية البريطانية السابع عشر للألعاب | 25 مارس 2021   | مِلكية أصلية               | رُشِّح   | [ 89 ] |

## روابط خارجية
- فال غايز على موقع IMDb (الإنجليزية)
- الموقع الرسمي